# Bulhary (district de Lučenec)
Pour les articles homonymes, voir Bulhary.
Bulhary (hongrois : Bolgárom) est un village de Slovaquie situé dans la région de Banská Bystrica.

## Histoire
La première mention écrite du village date de 1435.
La localité fut annexée par la Hongrie après le premier arbitrage de Vienne le 2 novembre 1938. En 1938, on comptait 381 habitants. Elle faisait partie du district de Lučenec (hongrois : Losonci járás). Le nom de la localité avant la Seconde Guerre mondiale était Bulhary/Bolgárom. Durant la période 1938 - 1945, le nom hongrois Bolgárom était d'usage. À la libération, la commune a été réintégrée dans la Tchécoslovaquie reconstituée.

## Démographie

### Évolution de la population
| Année:               | 1994. | 2004.   | 2014.    | 2024.   |
| -------------------- | ----- | ------- | -------- | ------- |
| Nombre de personnes: | 292   | 287     | 318      | 347     |
| Différence:          |       | -1,71 % | +10,80 % | +9,11 % |

| Année:               | 2023. | 2024.   |
| -------------------- | ----- | ------- |
| Nombre de personnes: | 335   | 347     |
| Différence:          |       | +3,58 % |